# Smelt
Smelten (Osmerus eperlanus) er en almindelig fisk i både ferskvand og kystnære farvande Danmark. Den findes i øvrigt over næsten hele Nordeuropa.

## Udseende
Smelten er en lille slank fisk.

## Eksterne kilder og henvisninger
- Wikimedia Commons har flere filer relateret til Smelt

- Om smelt på fishbase.se

| Fisk | Spire Denne artikel om fisk er en spire som bør udbygges. Du er velkommen til at hjælpe Wikipedia ved at udvide den. |